# 13313 Kathypeng
13313 Kathypeng è un asteroide della fascia principale. Scoperto nel 1998, presenta un'orbita caratterizzata da un semiasse maggiore pari a 3,1488278 au e da un'eccentricità di 0,1347202, inclinata di 4,82664° rispetto all'eclittica.